# Signo de Abadie
El signo de Abadie es un espasmo del músculo elevador del párpado con retracción del párpado superior (de modo que la esclerótica es visible por encima de la córnea) vista en la Enfermedad de Graves Basedow que, junto con exoftalmos provoca la aparición de los ojos saltones.
Es nombrado por Jean Marie Charles Abadie.